# Lophodermium versicolor
Lophodermium versicolor är en svampart som först beskrevs av Göran Wahlenberg, och fick sitt nu gällande namn av Rehm 1887. Lophodermium versicolor ingår i släktet Lophodermium och familjen Rhytismataceae.  Arten är reproducerande i Sverige. Inga underarter finns listade i Catalogue of Life.